# Gartempe (Creuse)
Gartempe ist eine französische Gemeinde mit 113 Einwohnern (Stand 1. Januar 2022) im Département Creuse in der Region Nouvelle-Aquitaine. Sie gehört zum Arrondissement Guéret und zum Kanton Saint-Vaury. Gartempe wird vom gleichnamigen Fluss tangiert und grenzt im Norden an Saint-Vaury, im Osten an Saint-Silvain-Montaigut, im Süden an Montaigut-le-Blanc und im Westen an Le Grand-Bourg.

## Bevölkerungsentwicklung

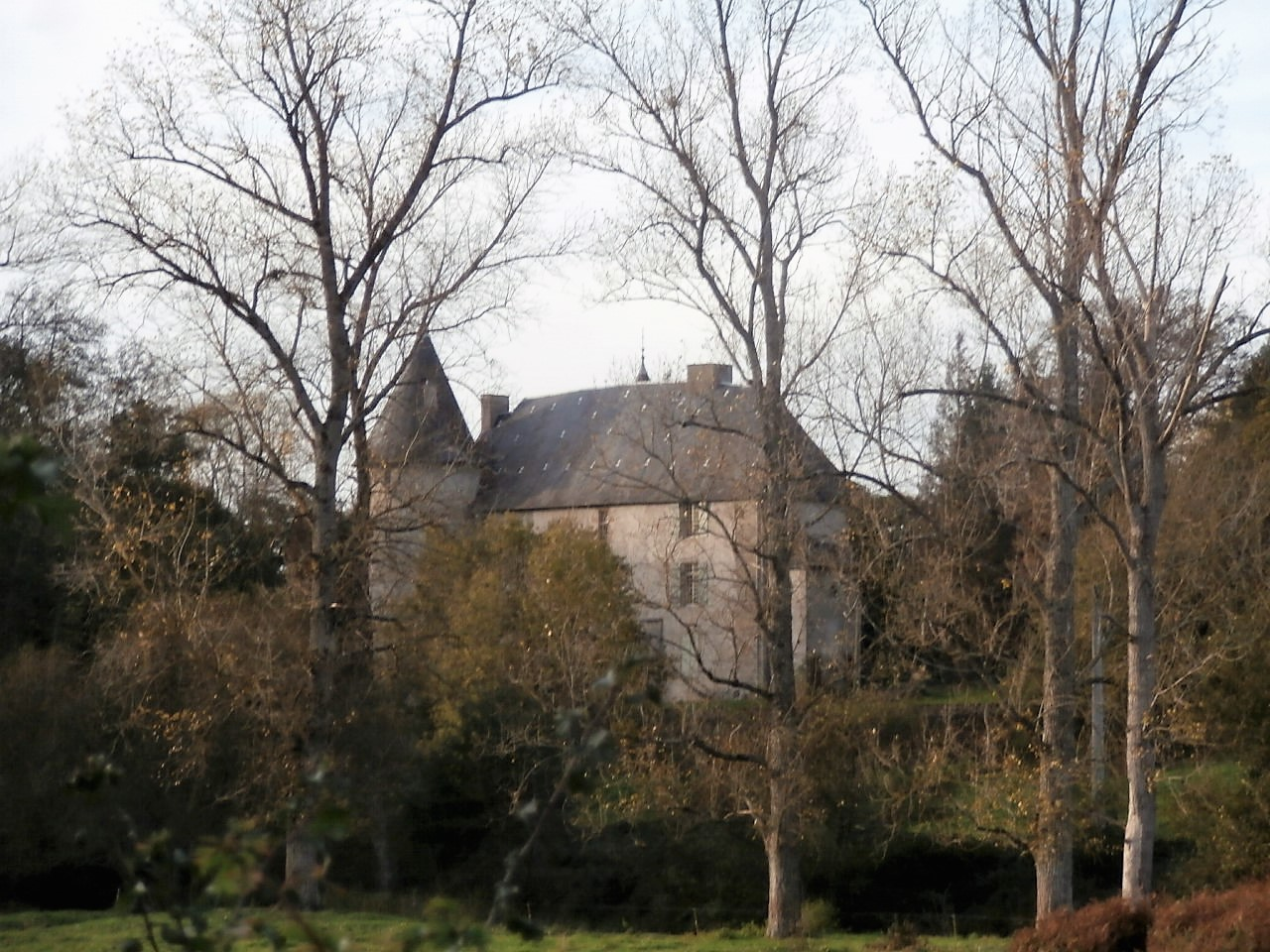
Schloss Gartempe

| Jahr      | 1962 | 1968 | 1975 | 1982 | 1990 | 1999 | 2008 | 2018 |
| --------- | ---- | ---- | ---- | ---- | ---- | ---- | ---- | ---- |
| Einwohner | 228  | 188  | 165  | 157  | 124  | 132  | 138  | 122  |